# Shahrestān di Zirkuh
Lo shahrestān di Zirkuh (farsi شهرستان زیرکوه) è uno degli 11 shahrestān del Khorasan meridionale, il capoluogo è Hajjiabad. Lo shahrestān è suddiviso in una circoscrizione (bakhsh):
- Centrale (بخش مرکزی)
- Zohan (بخش زهان)